# روجر هوي
روجر هوي هو مبرمج كندي، ولد في 1953 في هونغ كونغ في الصين.